# Jevgeni Ermenkov

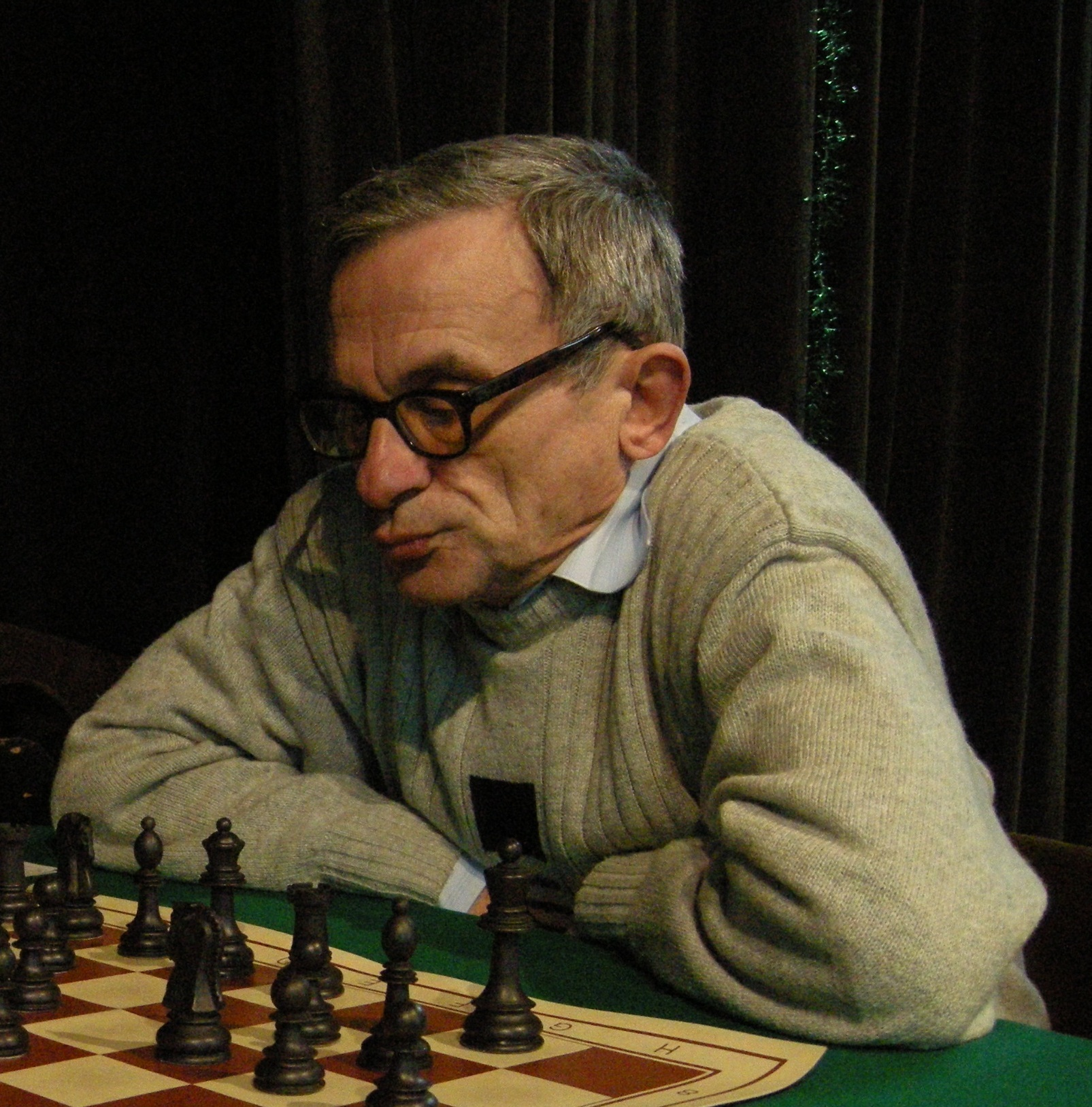
Jevgeni Ermenkov

Jevgeni Ermenkov (Bulgaars: Евгени Ерменков) (Sofia, 29 september 1949) is een Bulgaarse schaker. Hij is sinds 1977 een grootmeester (GM).
Ermenkov won het kampioenschap van Bulgarije in 1973, 1975 (na play-off), 1976, 1979 (na play-off) en 1984 (gedeeld).
Hij won veel internationale toernooien, waaronder Albena 1977 (en 1979), Plovdiv 1978 (en 1979), Varna 1986, Dieren 1990 (Open Nederlands kampioenschap), Beiroet 2004 en Imperia 2005. 
In 2002 was hij gedeeld winnaar van het Stukkenjagers Weekendtoernooi. 
In augustus 2002 speelde hij mee in de Leinfeldener Schachtage en eindigde daar met 6.5 punt op de derde plaats. Rafał Antoniewski werd met 7 uit 9 eerste. Dimitri Bunzmann werd tweede met 6.5 punten. 
In 2015 was hij mede-ondertekenaar van een door 33 GM's en IM's ondertekende open brief, gericht aan de Bulgaarse minister van sport. In deze brief wordt de minister aangesproken op het slechte aanzien van Bulgarije in de internationale schaakwereld.
Van oktober 2003 tot december 2010 kwam Ermenkov uit voor de teams van de Palestijnse Staat.
Ermenkov heeft een lange carrière in schaakteams, die begon bij de wereldolympiade voor studenten in 1972, waar hij uitkwam voor zijn geboorteland. In het officiële Bulgaarse herenteam speelde hij voor het eerst in 1977 in het Europees schaakkampioenschap voor landenteams in Moskou, en won hij in 1983 in Plovdiv een individuele bronzen medaille. Op Schaakolympiades kwam hij uit Bulgarije van 1978 tot 1992, hij won een individuele bronzen medaille in 1990. 
Vanaf 1992 was hij twaalf jaar niet actief in schaakteams, gedurende deze tijd verplaatste hij zijn plaats van vestiging en registratie als schaker naar Palestina. Voor dit land speelde hij van 2004 tot 2008 in de Schaakolympiade, hij won de gouden medaille bij de 36e Schaakolympiade in de plaats Calvià (gemeente Calvià) in 2004 voor het beste resultaat aan het eerste bord (87.5%, 10½ pt. uit 12) en bij de 37e Schaakolympiade in Turijn in 2006 de zilveren medaille (85%, 8½ pt. uit 10) voor zijn resultaat aan het eerste bord.